# Lactifluus volemus
Lactifluus volemus (Elias Magnus Fries, 1838 ex Otto Kuntze, 1891) sin. Lactarius volemus (Elias Magnus Fries, 1838), din încrengătura Basidiomycota, în familia Russulaceae și de genul Lactifluus, este o ciupercă comestibilă, denumită în popor lăptucă dulce sau vinețică cu lapte. Acest burete coabitează, fiind un simbiont micoriza (formează micorize pe rădăcinile arborilor). În România, Basarabia și Bucovina de Nord crește solitar, dar și în grupuri, în păduri de conifere mai ales sub pini și molizi precum în cele foioase pe lângă fagi și stejari, din iulie până octombrie.

## Taxonomie

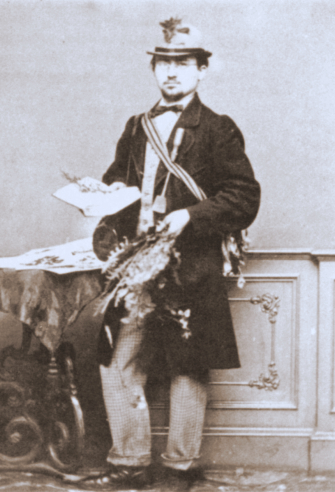
Otto Kuntze

În anul 1753, buretele a fost descris oficial pentru prima dată de Carl von Linné în volumul a 2-lea al operei sale Species Plantarum ca Agaricus lactifluus.
Elias Magnus Fries l-a redenumit mai întâi sub numele Agaricus volemus, apoi sub acel de Lactarius volemus, iar Lucien Quélet în lucrarea sa Enchiridion Fungorum in Europa Media et Praesertim in Gallia Vigentium sub numele Lactarius lactifluus.
Combinând denumirile lui Fries și Quélet, micologul german Otto Kuntze (1843-1907) l-a prezentat în opera sa Revisio generum plantarum - vascularium omnium atque cellularium multarum secundum leges nomenclaturae…, ca Lactifluus volemus.
Denumirea lui Kuntze, Lactifluus volemus, considerată ulterior pentru mult timp sinonim al lui Lactarius volemus, a fost preluată de un grup de micologi, confirmând specia ca gen separat din cauza filogeniei lui moleculare în 2008. Apoi soiul a fost rearanjat taxonomic în cadrul familiei Russulaceae. Transferul la genul Lactifluus este acceptat pe scară largă, datorită diferențelor dovedite, nu numai de Index Fungorum, deși Mycobank  sau Pan-European Species Directories Infrastructure tot mai văd ciuperca la genul Lactarius astfel ca si toate cărțile actuale (până 2015).  
Alte denumiri pot fi neglijate, ca de exemplu Lactarius oedematopus a lui Fries sau Galorrheus volemus) a lui Paul Kummer, în special denumirea relativ nouă Lactarius wangii, creată de micologii chinezi Wen și Ying, pentru că ciuperca descrisă de ei s-a ivit numai variație a lăptucii dulci.

## Descriere

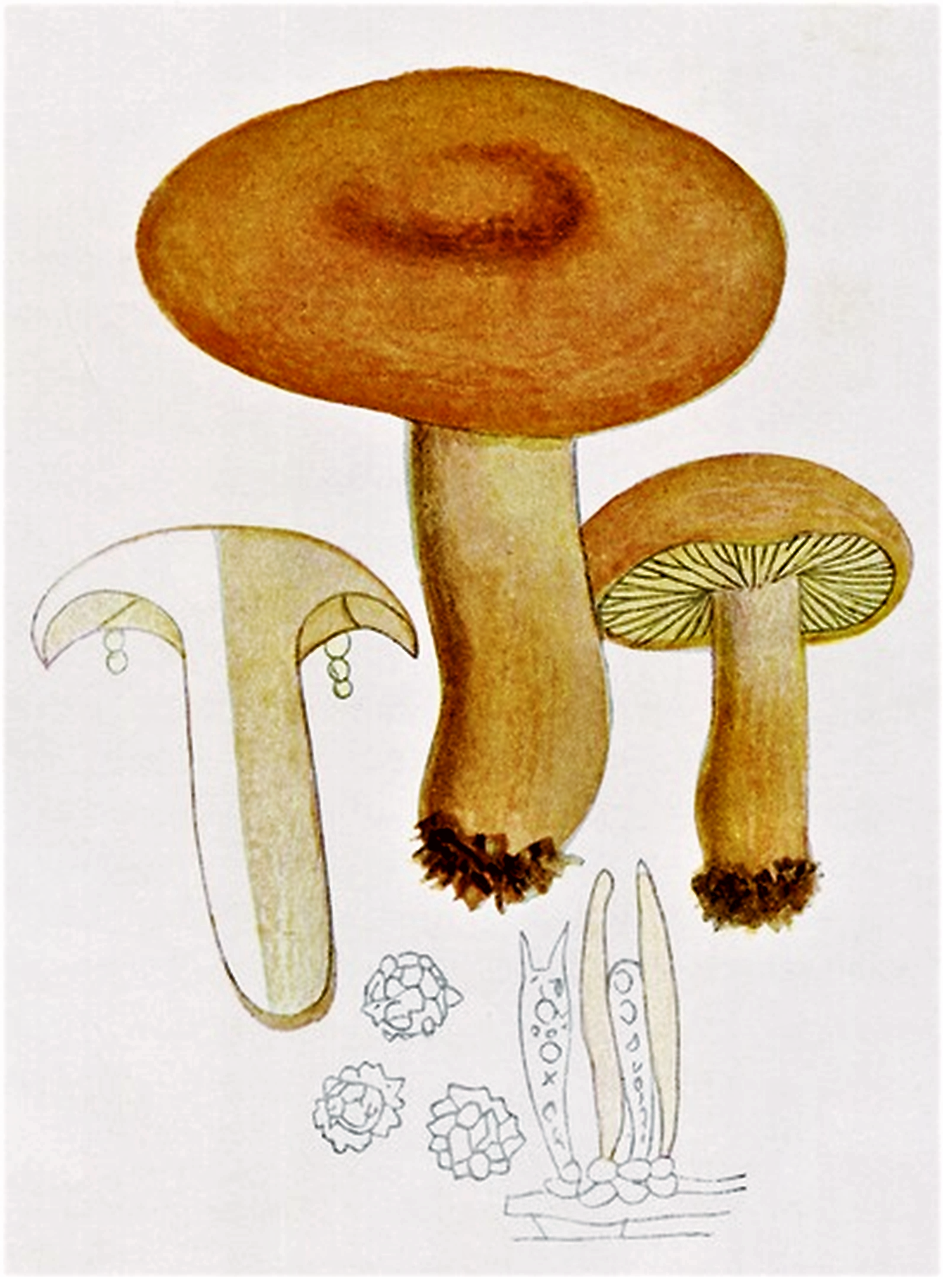
Bres.: Lactarius volemus

- Pălăria: are un diametru de 7-16 cm, este cărnoasă, la început convexă cu marginea răsfrântă spre picior, apoi devine din ce în ce mai plată și la deplină maturitate ia forma de pâlnie fiind adesea ondulată. Cuticula este netedă, mată și aproape uscată, colorată de la portocaliu-gălbui la brun-roșcat, cu pete mai închise, în special în mijloc.
- Lamelele: sunt dese, cărnoase și nu prea înalte, ușor decurente precum de multe ori ramificate către marginea pălăriei. Ele sunt de colorit galben-crem la ocru palid. Se pătează în maroniu de la apăsare datorită latexului.
- Piciorul: are o înălțime de 6-12 cm și o lățime de 1,5-3 cm, este catifelat, bont, puternic, cilindric precum ușor subțiat la bază, fiind de aceeași culoare cu pălăria, dar într-o nuanță mai palidă și câteodată gălbuie în partea superioară. Odată cu maturitatea devine gol pe interior.
- Carnea: este albicioasă, destul de compactă, dar foarte friabilă, cu miros caracteristic de hering în special la exemplarele mature (miros ce dispare după tratamentul termic). Gustul este plăcut. Când carnea este tăiată emană un suc foarte gros, alb și dulceag, care începe să se colorează în brun după scurt timp.
- Laptele: este alb, lipicios care curge foarte abundent. Gustul este dulceag și plăcut.
- Caracteristici microscopice: are spori aproape sferici, hialini (translucizi) și reticulați, cu ochiuri de plasă ca fagurele, având o mărime de 8-12 x 7-11 microni. Pulberea sporilor este albă.[4][5]
- Reacții chimice: Carnea buretelui se colorează cu anilină de la rozaliu închis, peste purpuriu spre violet-negricios, cu fenol mai întâi roz, apoi de asemenea violet-negricios, cu guaiacol după 30 de minute slab gri-roșiatic, cu sulfat de fier gri-roz-măsliniu, dar cuticula ruginiu și cu tinctură de Guaiacum tot buretele imediat roz-maroniu, după 10 minute gri-verzui.[15]

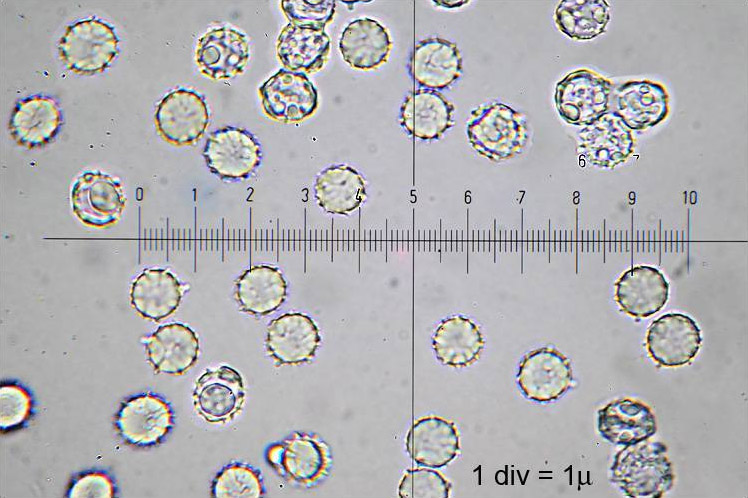
L. volemus, spori
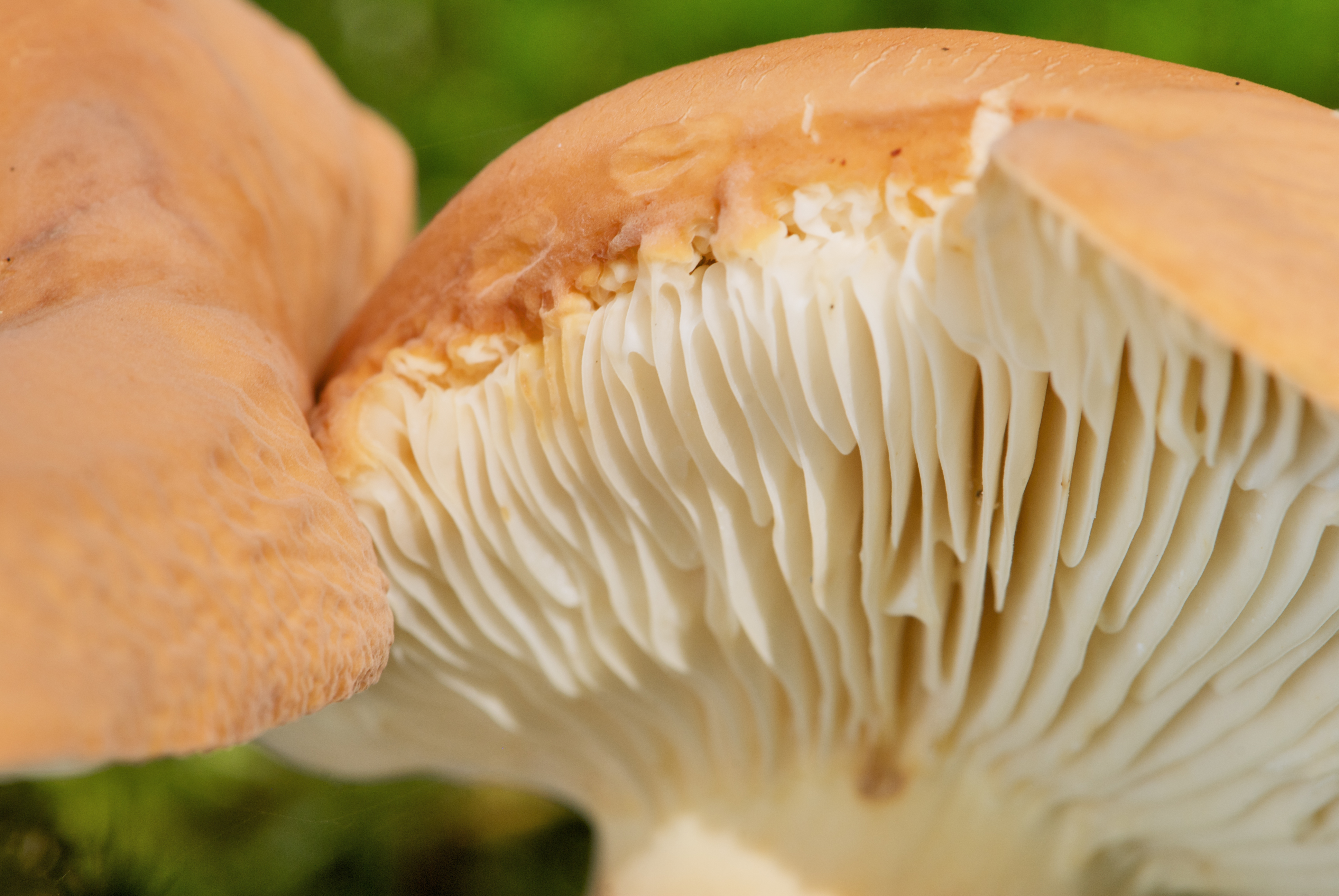
L. volemus, lamele de aproape
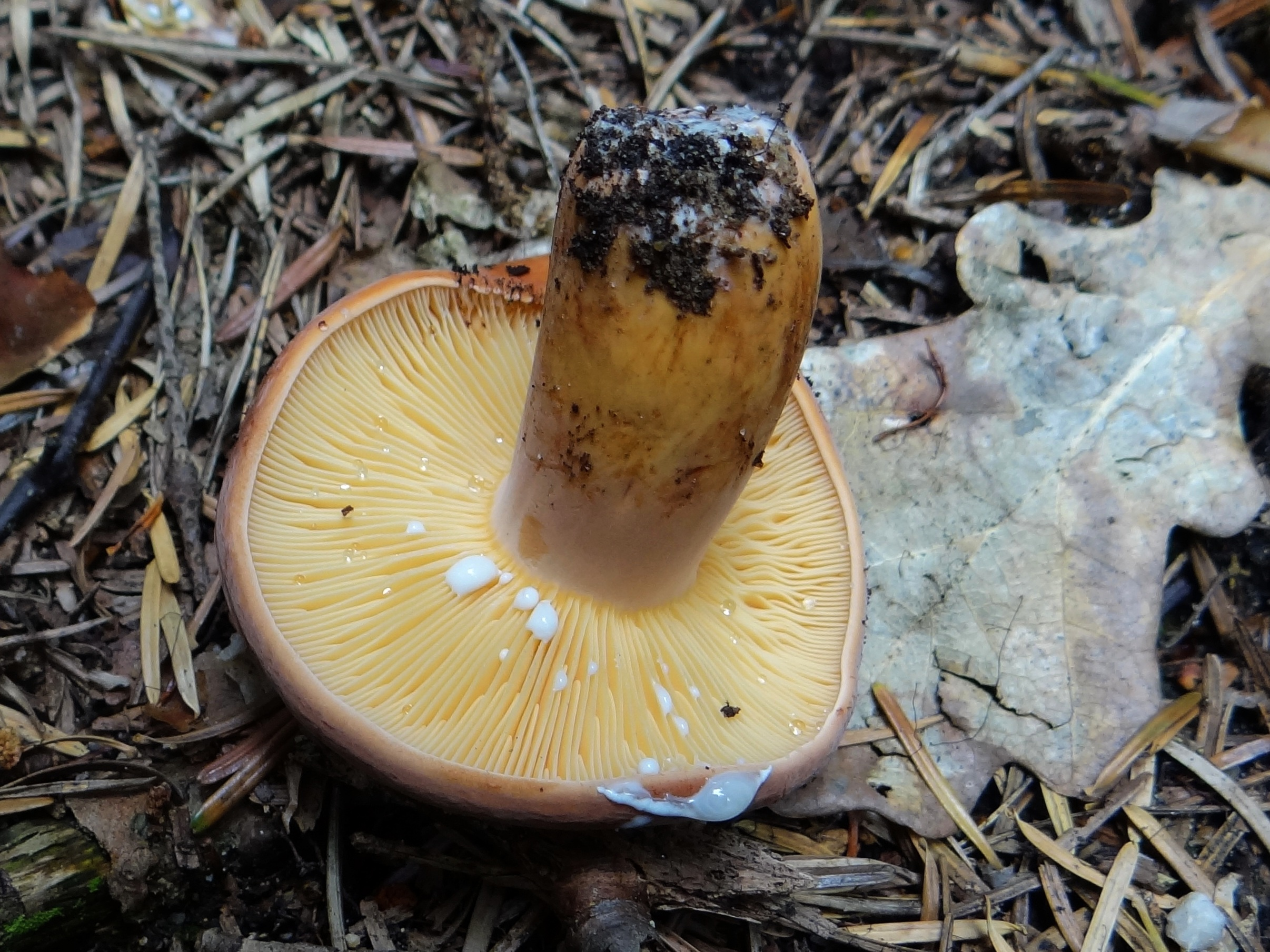
L. volemus, lamele și picior
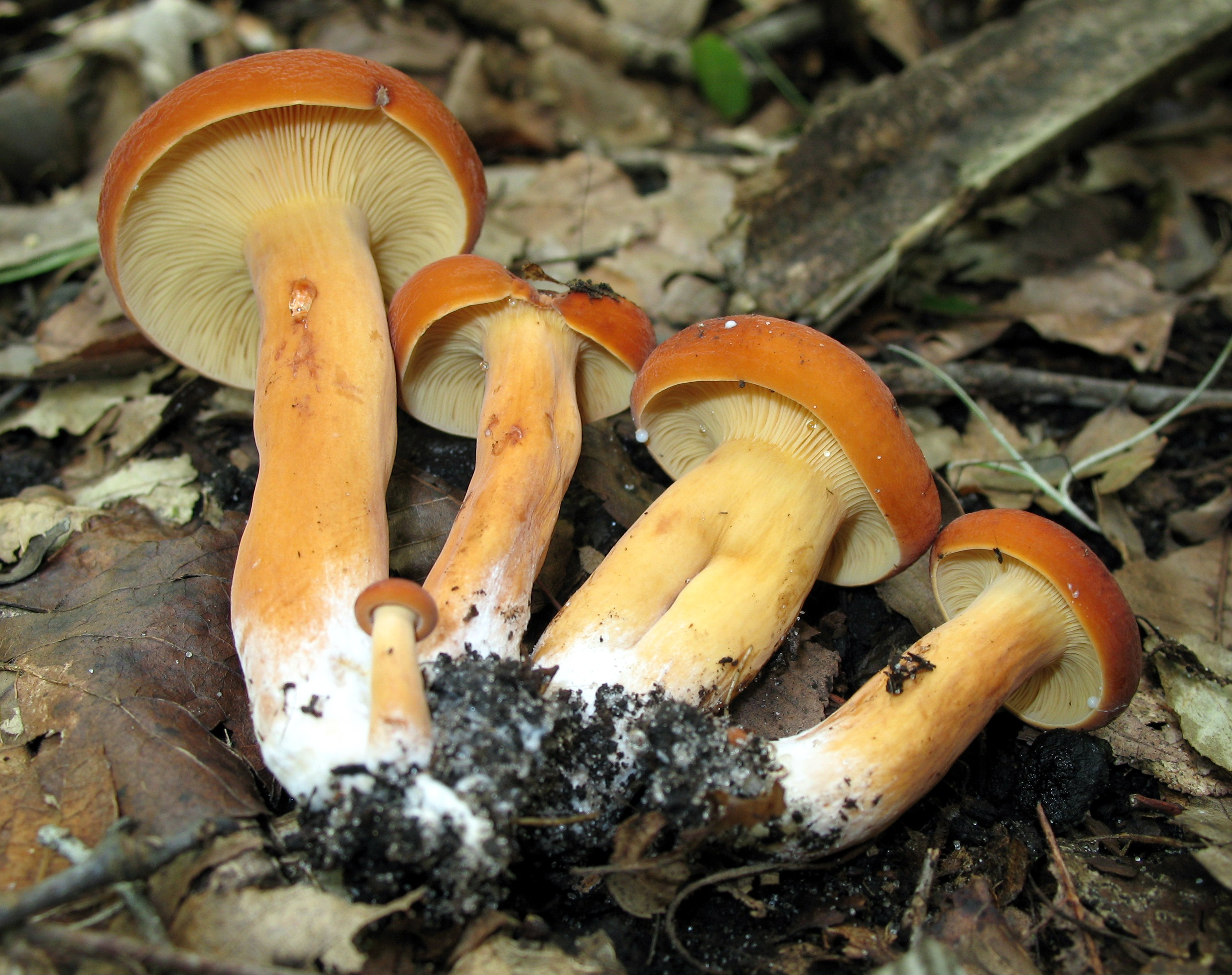
L. volemus tineri
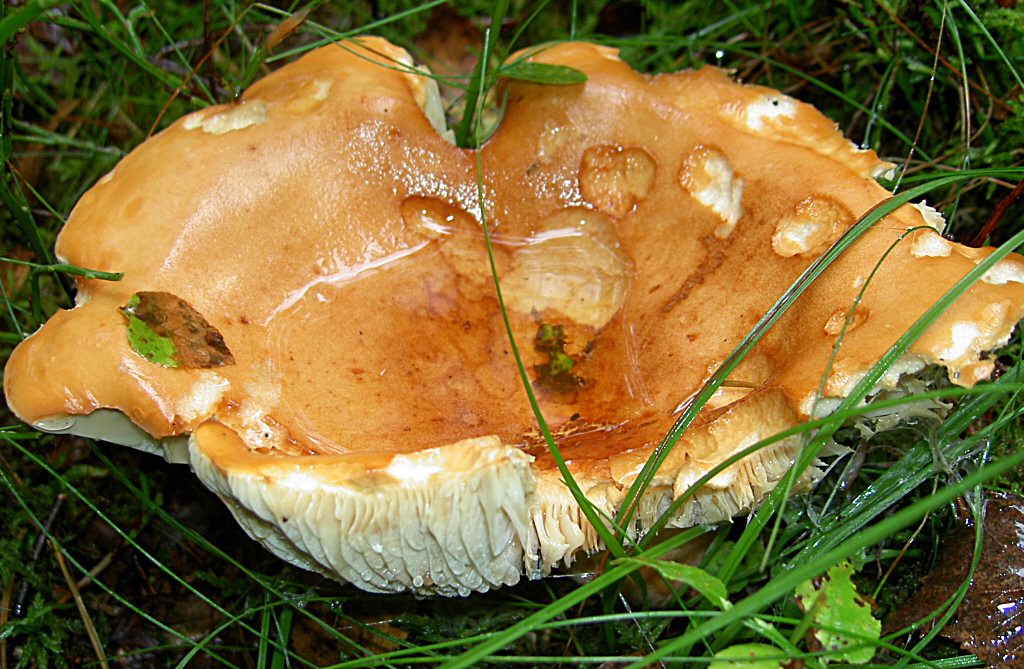
L. volemus bătrân

## Confuzii
Există multe specii asemănătoare, în majoritate necomestibile din cauza iuțimii (peste 20, de exemplu Lactarius rufus, Lactarius torminosus fiind în plus și ușor otrăvitor. O probă decide repede între cele comestibile respectiv necomestibile. Bureți cu lapte dulce alb pot fi mâncați. Aici câteva exemple de ciuperci cu lapte alb: Lactarius aurantiacus sin. Lactarius mitissimus (comestibil), Lactarius camphoratus (comestibil, crud cu miros de camfor, uscat cu cel de caramel precum dulcișor), Lactarius deterrimus, Lactarius fuliginosus, Lactarius hysginus (necomestibil), Lactarius hygrophoroides, Lactarius piperatus, Lactarius porninsis, Lactarius pyrogalus, Lactarius subdulcis, Lactarius subumbonatus (necomestibil), Lactarius torminosus sau Lactifluus corrugis.

## Specii asemănătoare în imagini

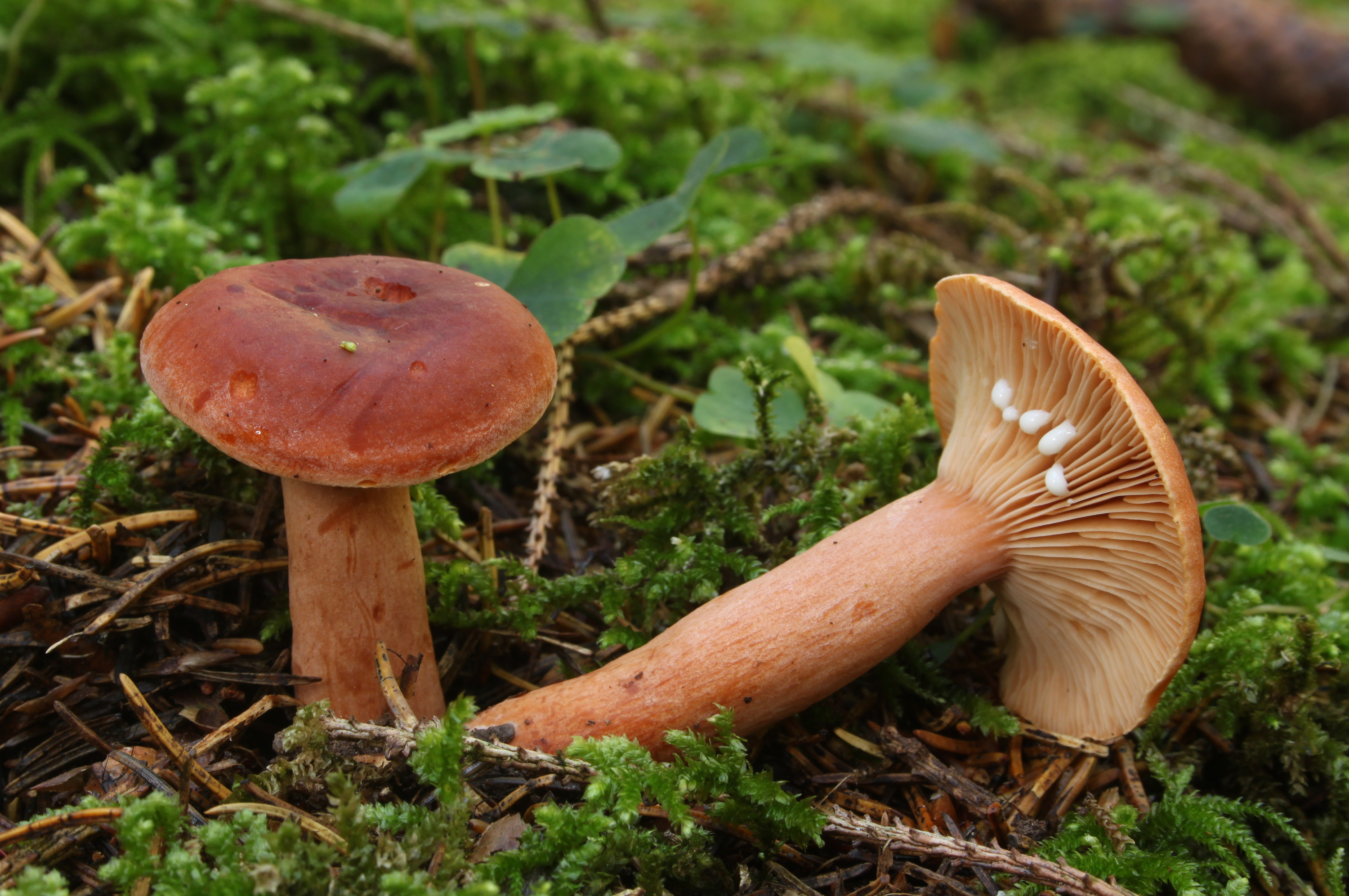
Lactarius aurantiacus
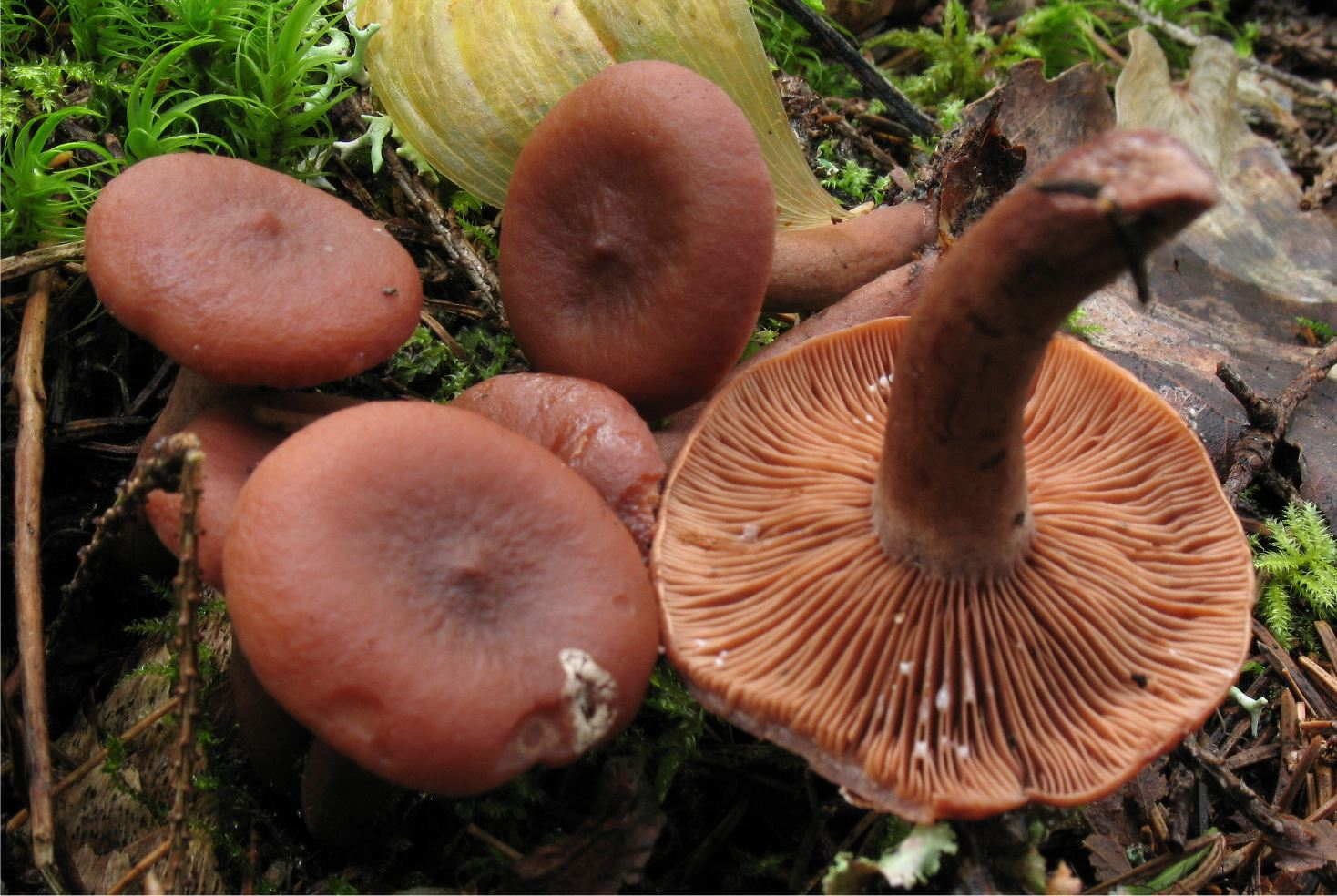
Lactarius camphoratus
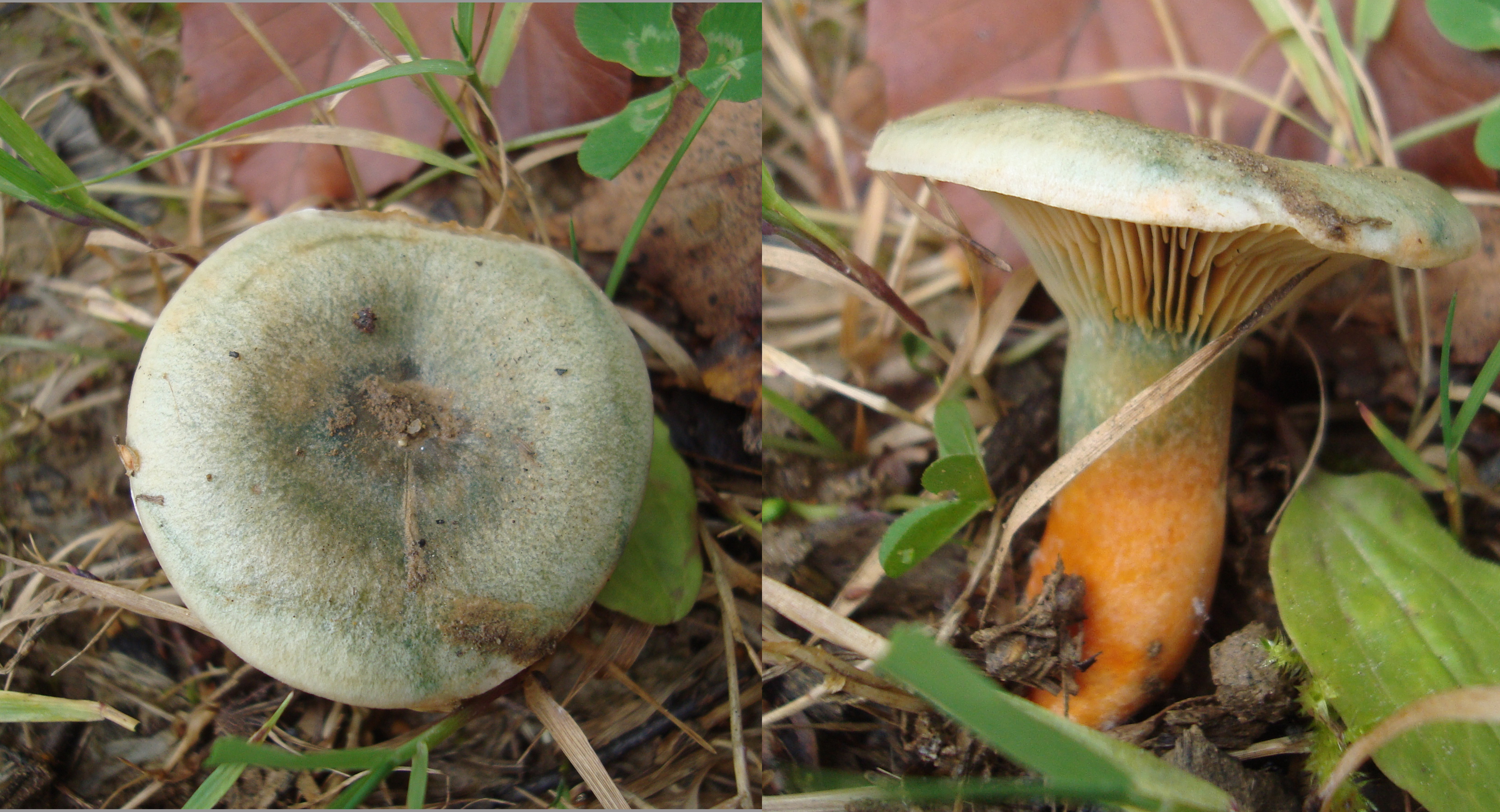
Lactarius deterrimus
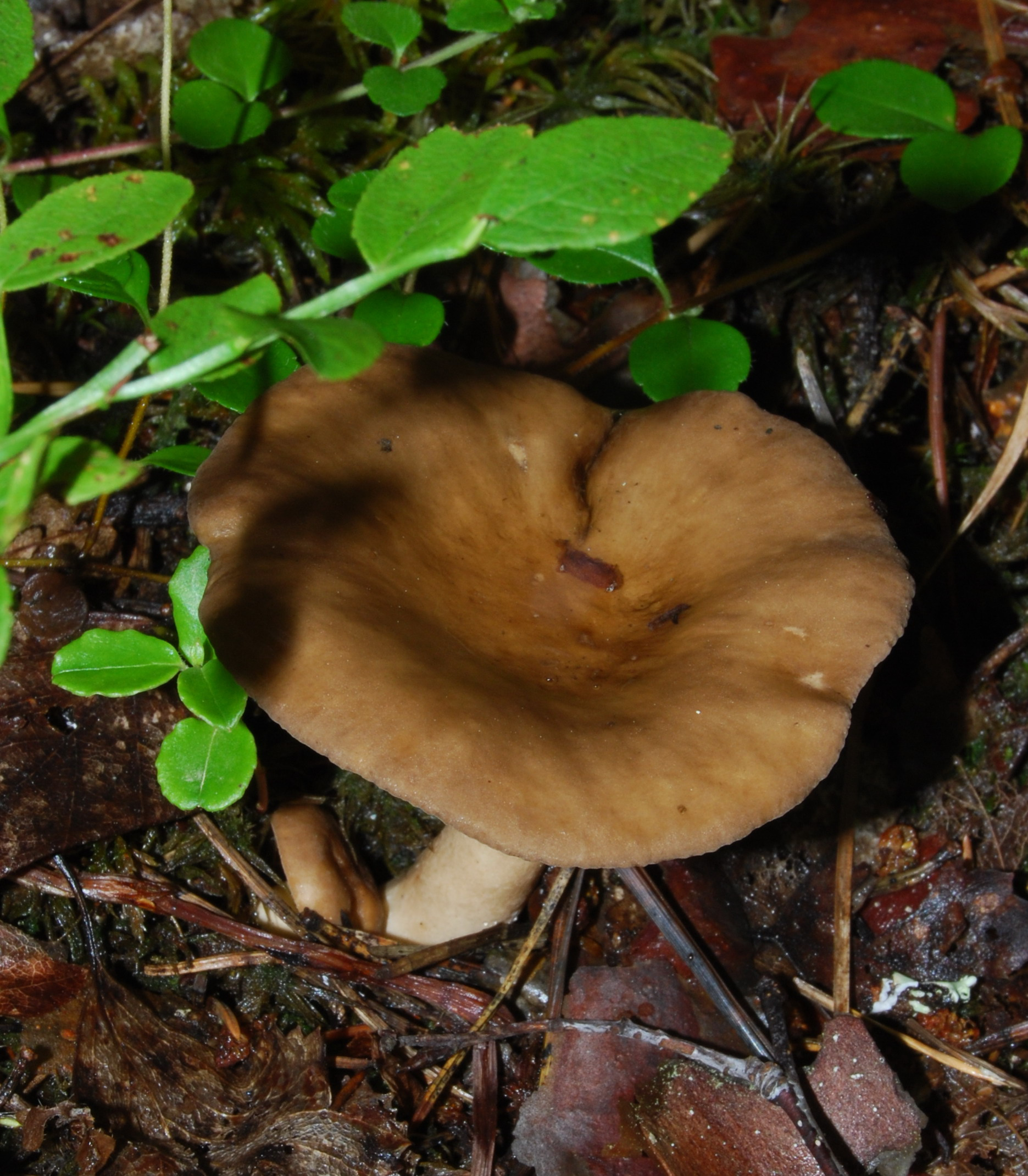
Lactarius fuliginosus
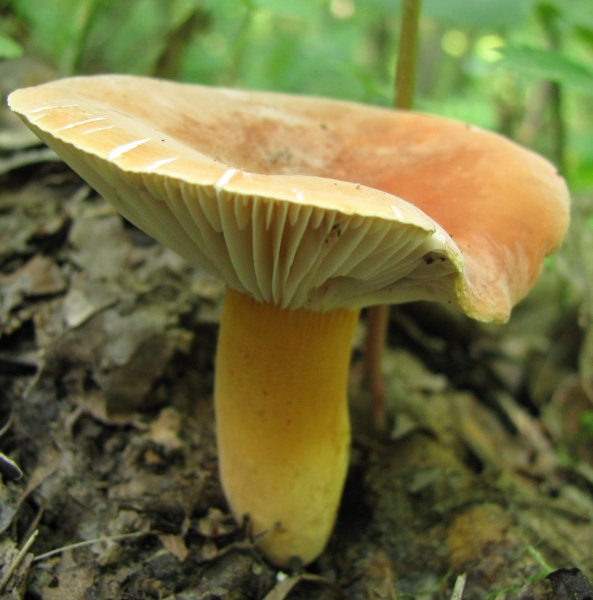
Lactarius hygrophoroides
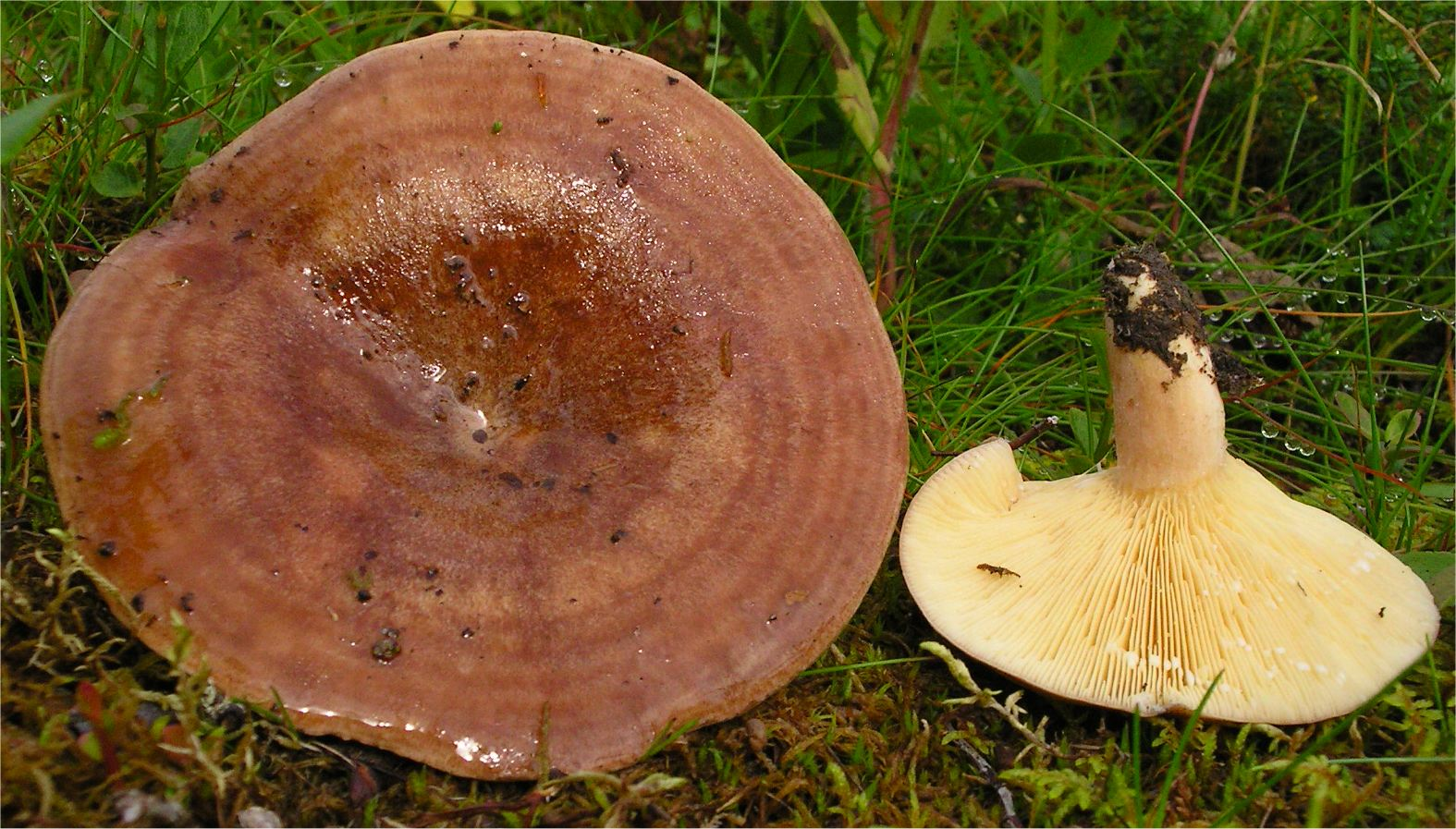
!Lactarius hysginus!
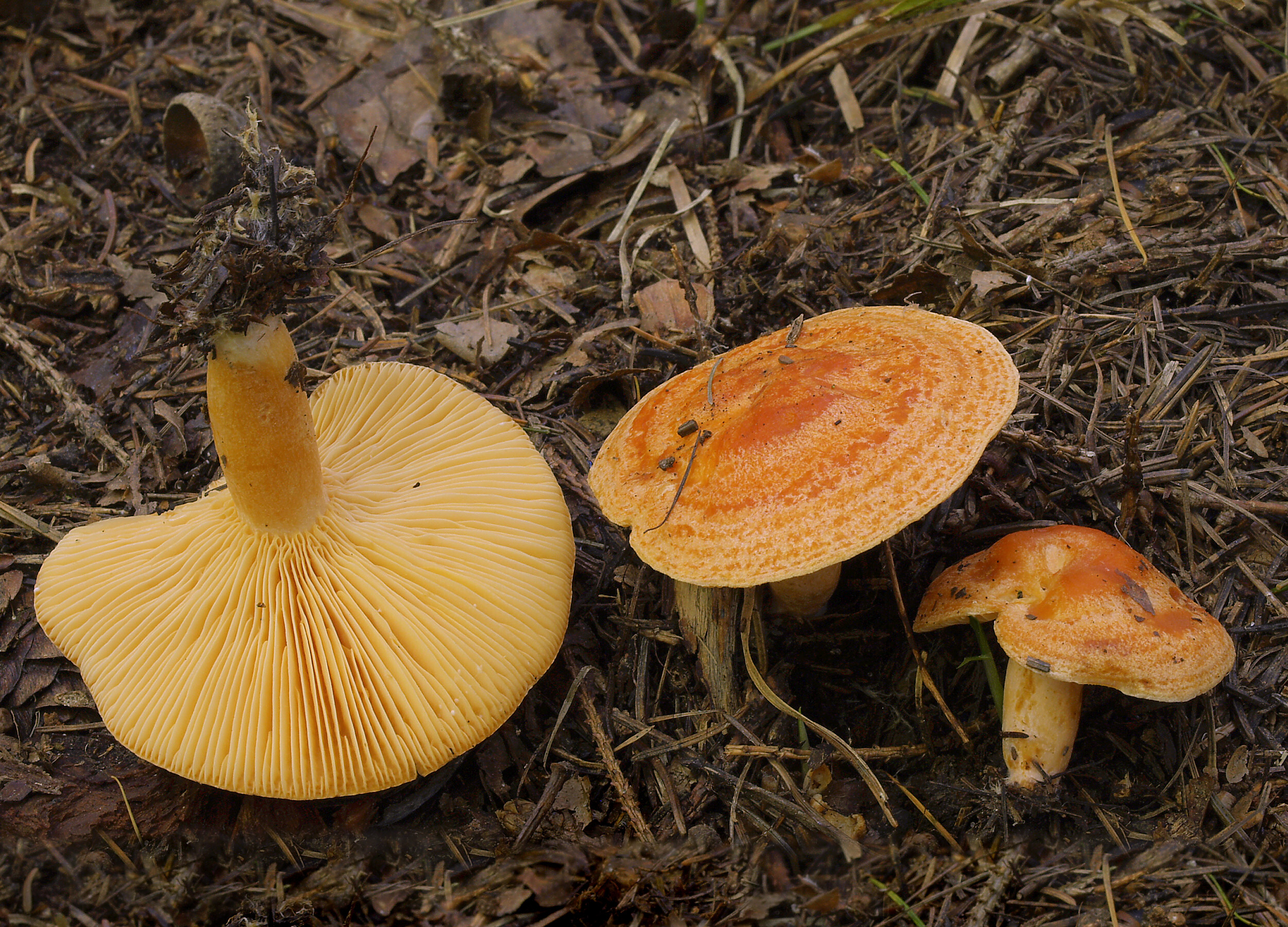
Lactarius porninsis

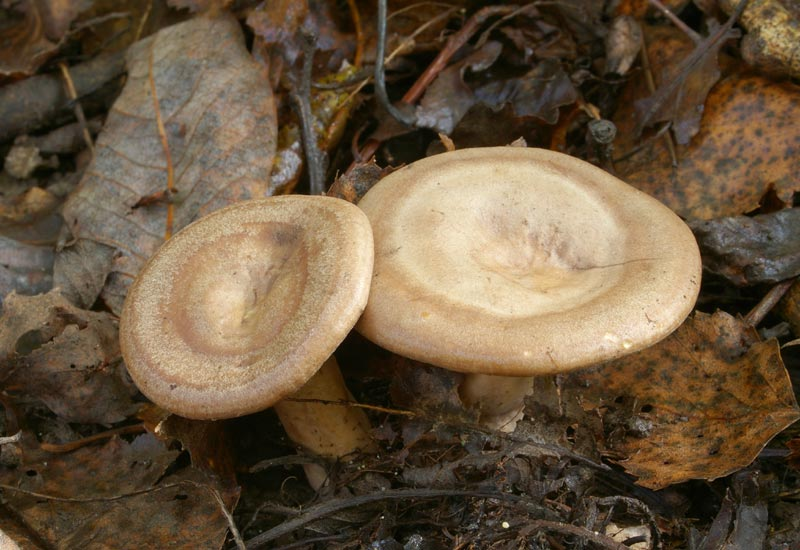
! Lactarius pyrogalus !
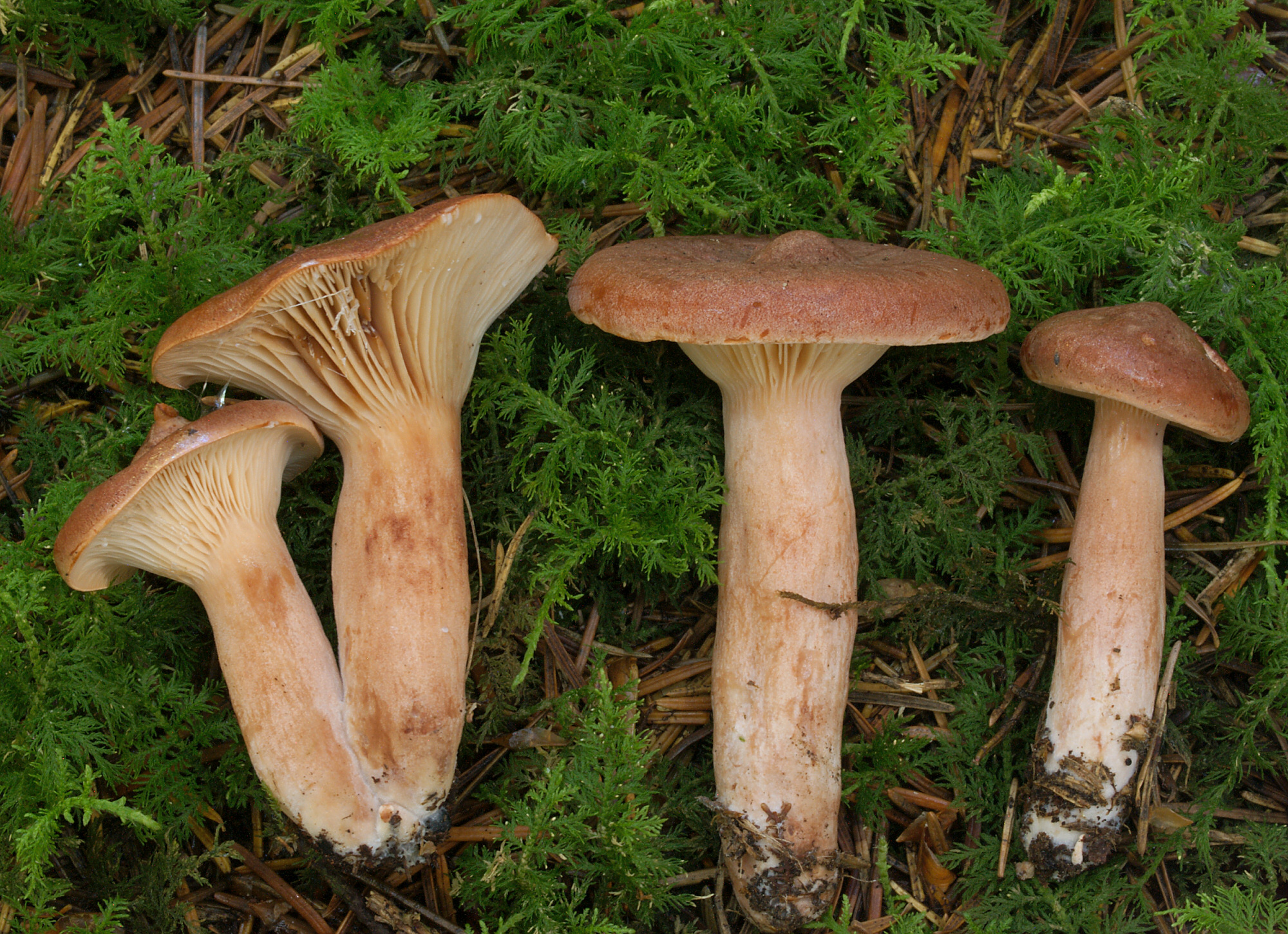
! Lactarius rufus !
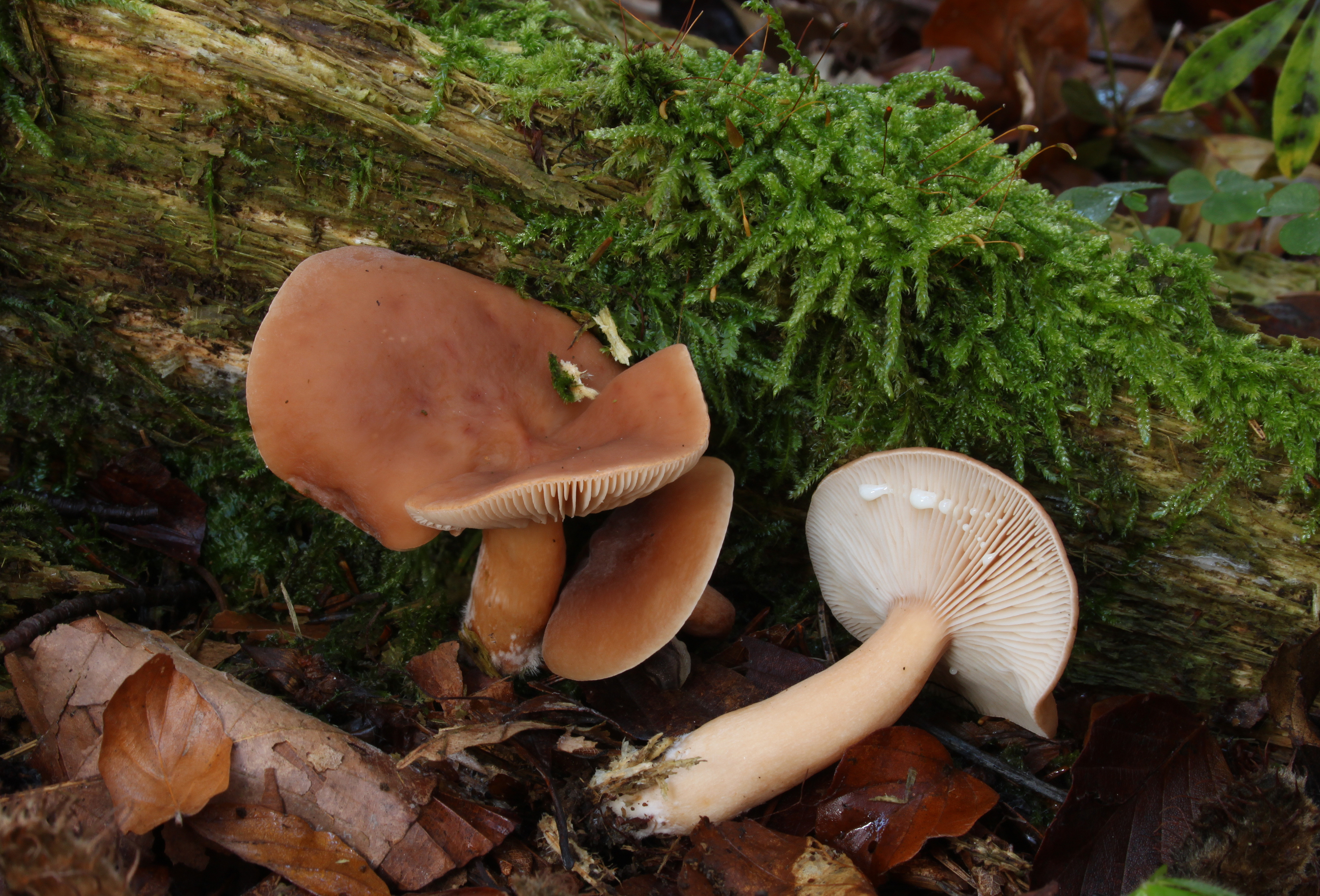
Lactarius subdulcis
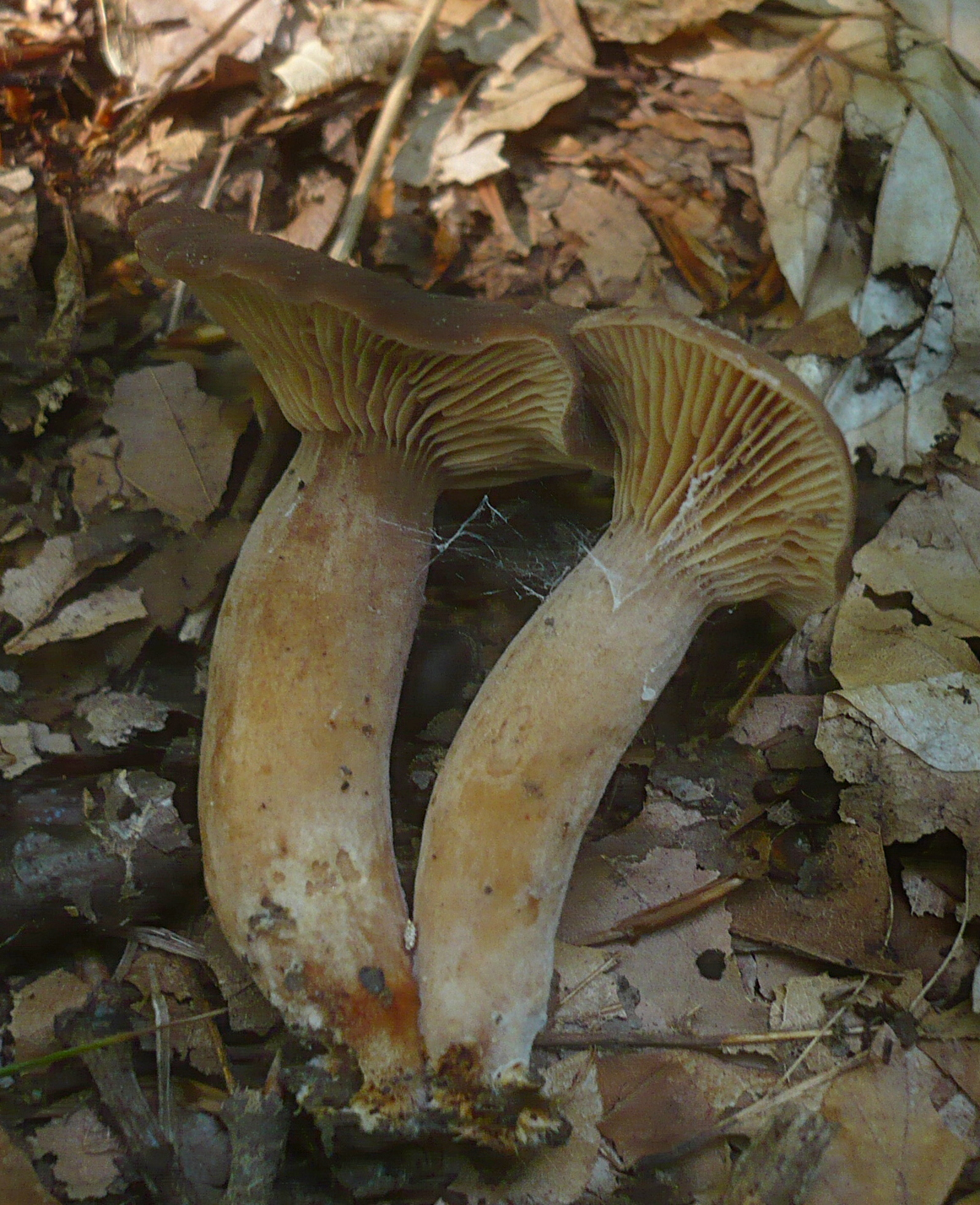
!Lactarius subumbonatus!
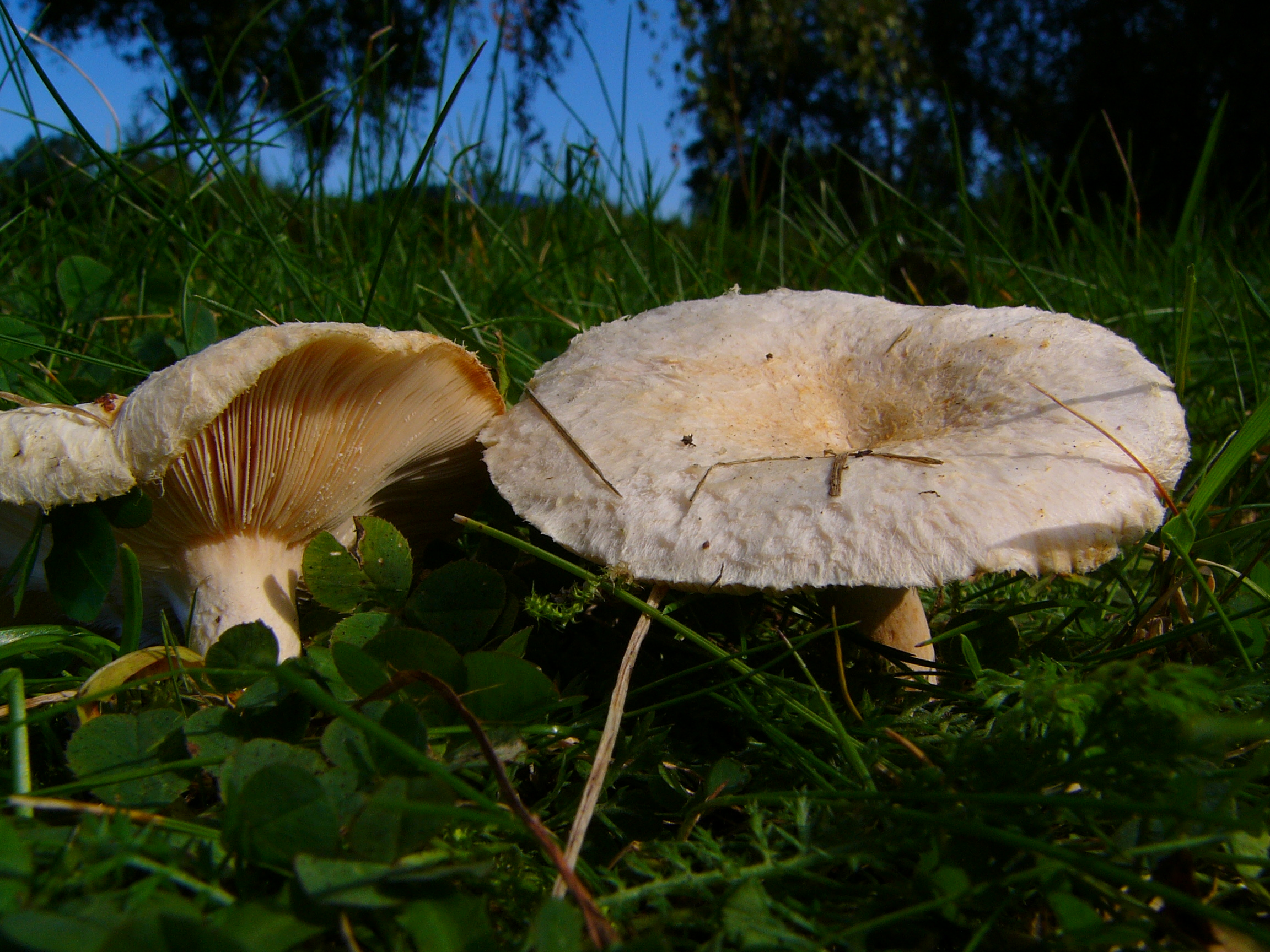
!! Lactarius torminosus !!
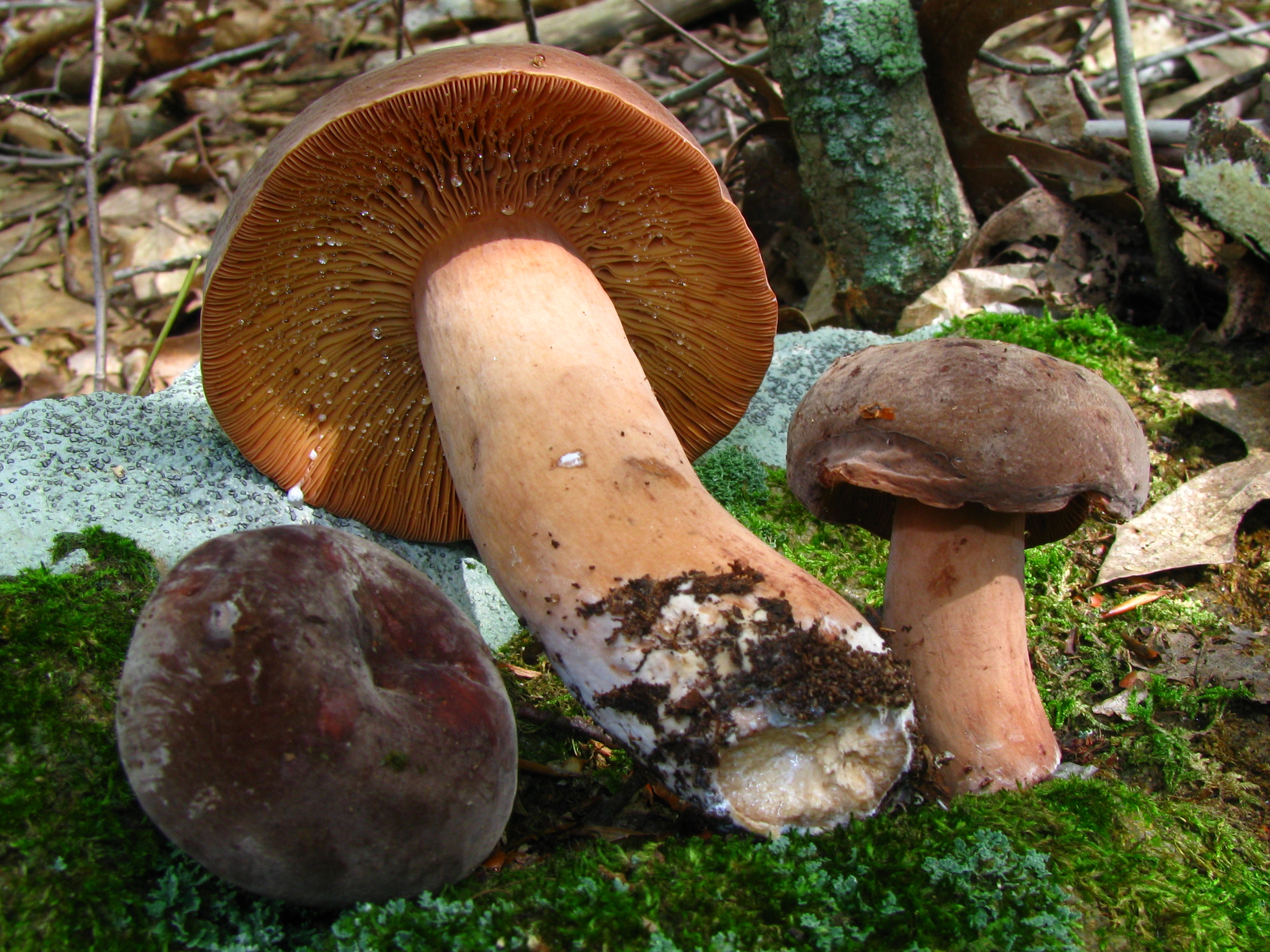
Lactifluus corrugis

## Valorificare
Lăptuca dulce este una dintre puținele ciuperci comestibile cu lapte alb. Ea nu se potrivește la ciulama, sau sosuri, pentru că devine cleioasă în caz de ar fi gătită. Cel mai bine place friptă în tigaie în unt sau la grătar, cu sare, piper, pătrunjel chimen și mujdei, servind-o cu garnitură de smântână, lămâie și pâine albă, dar și preparată ca chiftea. Atunci ciuperca este foarte savuroasă. Mirosul de hering dispare după prăjit.
Biologi suedezi francezi și ruși au dovedit în anii 40 al secolului trecut, că Lactarius volemus are calități antibiotice. Preparatul produs a fost comercializat sub numele Lactaroviolin.
După ce ciuperca fiind considerată pe cale de dispariție în părți ale Europei (Danemarca, Olanda, Suedia), ea a fost inclusă în lista roșie a IUCN. De acea ar trebui să fie cruțată și culeasă foarte rezervat.